# Shinshoku ~Lose Control~
Shinshoku 〜lose control〜 (浸食 〜lose control〜) (lit. Erosão ~perder o controle~) é o décimo terceiro single da banda japonesa de rock L'Arc~en~Ciel. Foi lançado simultaneamente com "Honey" e "Kasou" em 8 de julho de 1998. O single atingiu a 2ª posição nas paradas Oricon Singles Chart. Foi relançado em 30 de agosto de 2006.
A música foi usada brevemente no filme norte-americano Godzilla e foi incluída na versão japonesa e filipina da trilha sonora do filme, Godzilla: The Album.

## Faixas
Todas as letras escritas por hyde. 
| N.º            | Título                                              | Música                  | Duração |  |
| 1.             | "Shinshoku ~Lose Control~" (浸食 〜lose control〜)  | ken                     | 4:45    |  |
| 2.             | "Shinshoku ~Lose Control~ (Control Experiment Mix)" | ken, remix por Yukihiro | 5:06    |  |
| Duração total: | Duração total:                                      | Duração total:          | 10:52   |  |

## Desempenho
| Parada (1998) | Melhor posição |
| ------------- | -------------- |
| Oricon        | #2             |

## Ficha técnica
- hyde – vocais
- ken – guitarra
- tetsu – baixo
- yukihiro – bateria